# LGBT práva v Kolumbii

Duhová mapa Kolumbie

Práva leseb, gayů, bisexuálů a transsexuálů (LGBT) zažívají v Kolumbii ohromný pokrok počínající dekriminalizací homosexuálního chování r. 1980 novelou Trestního zákona, čímž se rovněž zařadila mezi jednu z nejrozvinutějších zemí Latinské Ameriky v oblasti legislativy na ochranu LGBT práv. Mezi únorem 2007 a dubnem 2008 tři soudci Ústavního soudu rozhodli, že registrované homosexuální páry by měly mít stejné výhody, sociální zabezpečení, práva a povinnosti jako mají heterosexuální páry. Legální věk způsobilosti k pohlavnímu styku byl sjednocen v 90. letech minulého století na 14 let pro obě orientace.
Zpráva průzkumu vlády Velké Británie: „V Kolumbii neexistují žádné zákony proti homosexualitě, ale značná část veřejnosti se má tendenci na ní dívat spíše negativně v důsledku toho, že ve většině jihoamerických zemí převládá machistická kultura.“

## Ústava a zákony
Článek 13 Ústavy Kolumbie přijaté r. 1991 ustanovuje, že: „Stát se svojí vlastní iniciativou zasazuje o to, aby všichni občané měli rovné podmínky, a aby byla přijatá veškerá opatření chránící společností marginalizované a diskriminované skupiny.“
Vyhodnocení ze strany Velké Británie z r. 2002 došlo k závěru, že: „státní orgány a soudy od r. 1995 postupně přehodnocují svá rozhodnutí v mnoha aspektech práv a povinností občanů nebo skupin občanů.“ Například v r. 1998 Ústavní soud Kolubmie oficiálně rozhodl, že je nepřípustné, aby učitelé na veřejných školách mohli být propuštěni z důvodu jiné sexuální orientace, a aby i soukromé církevní školy zakazovaly homosexuálním studentům studium na nich. V r. 1999 ten samý soud nekompromisně zakázal ozbrojeným silám znemožňovat homosexuálům sloužit v armádě z důvodu ústavního práva garantující občanům právo na „osobní a rodinné soukromí“.
V r. 2011 kongres přijal návrh zákona trestajícího diskriminaci na základě sexuální orientace. Zákon trestá odnětím svobody v délce trvání 1 roku až 3 let nebo peněžitým trestem osobu, které diskriminuje určité skupiny lidí, vč. LGBT komunity.

## Stejnopohlavní soužití
7. února 2007 rozšířil Ústavní soud majetková a dědická práva plynoucí z manželského svazku na páry stejného pohlaví.0 Ten se k tomuto odhodlal po předešlé žalobě iniciativy za veřejné zájmy při Universidad de los Andes v Bogotě proti Zákonu 54 (Ley 54). Rozsudek tehdy nezahrnoval penzijní a jiná práva, a proto pravděpodobně ten samý rok 5. října 2007 jej rozšířil při druhém přezkumu i na tuto oblast, vyjma penzijních práv, k jejichž zahrnutí došlo až 17. dubna 2008. Díky těmto třem rozsudkům získaly homosexuální páry v Kolumbii valnou část benefitů plynoucích z manželství.
Kromě výše uvedeného se prostřednictvím intervence Ústavního osudu zlegalizovalo registrované partnerství, které předtím neprošlo Kongresem. 19. června 2007 neprošel v Kongresu návrh novely zákona, která by stavěla nesezdaný homosexuální pár na stejnou úroveň jako nesezdaný heterosexuální pár. Nepatrně odlišné verze návrhu nakonec prošly celým legislativním procesem a prezident Álvaro Uribe je rovněž podpořil. Méně kontroverzní návrh nakonec prošel v jedné části Kongresu, ale druhá jej odmítla.
Návrh podporovaný prezidentem, který by učinil z Kolumbie první latinskoamerickou zemi poskytující homosexuálním párům většinu práv, jež mají heterosexuální páry, nakonec zablokovala skupina konzervativních senátorů. Nicméně právě rozsudky Ústavního soudu tento návrh prakticky zlegalizovaly. V červenci 2011 Ústavní soud vydal průlomový rozsudek, který by garantoval stejnopohlavním párům právo na uzavření sňatku. Kongresu bylo nařízeno sepsat zákon umožňující homosexuálním párům uzavírat manželství do 20. června 2013, anebo jinak přimět soudy a jiné orgány veřejné moci dávat takovým párům tento status v souladu s rozsudkem. Přestože Kongres toto odmítnul, soudy začaly dávat stejnopohlavním párům status manželství. Kvůli tomuto sporu byl v r. 2015 dán k Ústavnímu soudu ze strany Úřadu generálního prokurátora podnět k přezkumu rozsudku o manželství, a ke zrušení dosud uzavřených manželství. Soudní jednání bylo naplánované na 7. května 2015 , nicméně nakonec se odložilo kvůli nepřítomnosti některých soudců a nové se naplánovalo na neurčito.
V dubnu 2015 bylo ze strany Kongresu oznámeno, že svolá mimořádnou schůzi ohledně návrhu zákona o registrovaném partnerství a adopcích předloženém senátorem Armandem Benedettim.
V březnu 2016 se v Kolumbii registroval první homosexuální pár uzavřivší manželství v zahraničí a Národní registr vydal směrnici, podle níž mají úřady uznávat stejnopohlavní manželství uzavřená v zahraničí. Stejnopohlavní manželé takto získali právo na vstupní vízum, zdravotní péči, dědická a penzijní práva jako mají různopohlavní manželé podle úředně vydaného manželského certifikátu a dalších úředních dokumentů.
7. dubna 2016 rozhodl Ústavní soud v poměru hlasů 6:3 proti návrh o manželství coby výlučném svazku muže a ženy. Druhé stání o legalizaci sňatků osob stejného pohlaví bylo uskutečněné 28. dubna a soudci opět v poměru hlasů 6:3 hlasovali pro. Rozsudek bude publikován do 10 dnů, čímž homosexuální páry získají plné právo na uzavírání sňatků, včetně práva na vydání všech dostupných dokumentů od soudů a dalších orgánů veřejné moci.

## Dnešní gay život v Kolumbii
S odvoláním se na zprávu Washington Post: „Bogota je prosperující město s gay čtvrťmi, bary, jejichž majitelé jsou otevřeně homosexuální, a center dávající LGBT komunitě právní poradenství. Místní politici spolu s majorem Luisem Eduardem Garzónem a promintními členy kongresu jako je senátor Armando Benedetti, podporují rovná práva pro homosexuální páry.“

## Souhrnný přehled
| Legální stejnopohlavní styk                                                            | (1981)            |
| Stejný věk legální způsobilosti k pohlavnímu styku pro obě orientace                   | (2014)            |
| Antidiskriminační zákony v zaměstnání                                                  | (1999)            |
| Antidiskriminační zákony v přístupu ke zboží a službám                                 | (2007-2008)       |
| Antidiskriminační zákony v ostatních oblastech (homofobní urážky, zločiny z nenávisti) | (2011)            |
| Právo veřejného projevu vzájemné náklonnosti                                           | (Ústavní ochrana) |
| Stejnopohlavní manželství                                                              | (2016)            |
| Jiná forma stejnopohlavního soužití                                                    | (2007)            |
| Uznávání stejnopohlavního manželství uzavřeného v zahraničí                            | (2016)            |
| Náhradní mateřství pro gay páry                                                        | No                |
| Přístup k umělému oplodnění pro lesbické ženy                                          | No                |
| Individuální adopce homosexuálním jednotlivcem                                         | (2012)            |
| Adopce dítěte partnera                                                                 | (2014)            |
| Společná adopce dětí stejnopohlavními páry                                             | (2015)            |
| Právní uznání dětí rodičů stejného pohlaví                                             | (2015)            |
| LGB smějí otevřeně sloužit v armádě                                                    | (1999)            |
| Translidé smějí otevřeně působit v armádě                                              | (2015)            |
| Rodné listy znají termín "Třetí pohlaví"                                               | (2015)            |
| Právo na identitu                                                                      | (1993)            |
| Možnost změny pohlaví bez předešlých psychatrických a fyziologických posudků           | (2015)            |
| MSM smějí darovat krev                                                                 | (2012)            |